# Северо-Восточная Италия

Северо-Восточная Италия на карте страны

Северо-Восточная Италия (итал. Italia nord-orientale, Nord-Est) — макрорегион Италии, одна из пяти официальных групп регионов Национального института статистики Италии (ISTAT). Евростат, статистическая служба Европейского Союза, присвоил этой территориальной единице NUTS первый уровень. Кроме того, она является одним из округов Европейского парламента.

## Состав
Северо-Восточная Италия объединяет четыре из двадцати областей страны:
| Область               | Столица | Население |
| --------------------- | ------- | --------- |
| Венеция               | Венеция | 4 893 139 |
| Трентино-Альто-Адидже | Тренто  | 1 178 985 |
| Фриули-Венеция-Джулия | Триест  | 1 223 580 |
| Эмилия-Романья        | Болонья | 4 384 458 |

Совокупная площадь этой группы регионов — 62 310 км², население (конец 2013 года) — 11 654 486 человек. Наибольший по населению город — Болонья (385,3 тыс. человек).

## Особенности
Исторически, основную часть Северо-Восточной Италии до объединения в единое итальянское государство занимало принадлежавшее Австрийской империи Ломбардо-Венецианское королевство, а также более мелкие государства юга этого макрорегиона — Пармское, Моденское герцогство и др. Ряд приграничных территорий воссоединились с Италией лишь по окончании Первой мировой войны. Ярким эпизодом общеевропейской средневековой истории стала Венецианская республика, талассократическая экспансия которой привела к образованию колоний в Восточном Средиземноморье.
Ныне Северо-Восток Италии по своему развитию мало отличается от Северо-Запада страны, оно столь же высоко. Однако здесь основная промышленная структура обрела свои современные черты позже, начиная с 1970-х годов, когда были построены мощные местные предприятия алюминиевой промышленности, энергетики, нефтепереработки и нефтехимии.